# Хичилема, Хакаинде
Хакаинде Хичилема (англ. Hakainde Hichilema; род. 4 июня 1962, Монзе, Северная Родезия, ныне — Южная провинция, Замбия) — замбийский политик, бизнесмен и президент Замбии с 24 августа 2021 года. После пятикратного участия в выборах в 2006, 2008, 2011, 2015 и 2016 годах победил на выборах 12 августа 2021 года и был избран президентом Замбии. Вступил в должность 24 августа 2021 года.

## Ранняя жизнь и карьера
Хичилема родился в деревне в районе Монзе на территории современной Замбии. Он получил стипендию для обучения в Университете Замбии и окончил его в 1986 году со степенью бакалавра в области экономики и делового администрирования. После этого он получил степень MBA в области финансов и бизнес — стратегии в Бирмингемском университете в Соединённом Королевстве.

## Предпринимательская деятельность
Хичилема занимал пост главного исполнительного директора Coopers and Lybrand Zambia (1994—1998) and Grant Thornton Zambia (1998—2006).

## Политическая карьера
Хичилема является членом либеральной политической партии Объединённой партии национального развития. После смерти Андерсона Мазока в 2006 году он был избран новым президентом партии. Он также был лидером Объединённого демократического альянса, союза трёх оппозиционных политических партий.
На выборах 2006 года Хичилема был кандидатом от Объединённого демократического альянса и баллотировался против действующего президента Леви Мванавасы от Движения за многопартийную демократию и кандидата от Патриотического фронта Майкла Сата. Он получил поддержку от бывшего президента Кеннета Каунда. В результате Хичилема занял 3-е место, получив около 25 % голосов.
Хичилема баллотировался в качестве кандидата Объединённой партии национального развития на выборах 2008 года, которые были объявлены после смерти Леви Мванавасы. Он занял 3-е место с 19,7 % голосов. В июне 2009 года партия Хичилемы заключила договор с Патриотическим фронтом Майкла Саты, чтобы вместе участвовать в выборах 2011 года. Однако нерешительность, глубокое недоверие и обвинения в трайбализме с обеих сторон привели к краху пакта в марте 2011 года.
В январе 2015 года Хичилема был одним из двух основных кандидатов на президентских выборах, на которых он проиграл с небольшим отрывом в 27 757 голосов (1,66 %) кандидату правящего Патриотического фронта Эдгару Лунгу, после чего назвал выборы фикцией, но призвал своих сторонников «сохранять спокойствие». На президентских выборах в августе 2016 года он был выдвинут как основной кандидат от оппозиции, однако снова потерпел поражение с небольшим отрывом в пользу Лунгу.
В апреле 2017 года Хакаиде был арестован по подозрению в государственной измене и обвинён в попытке свержения правительства. Провёл в тюрьме четыре месяца, прежде чем вышел на свободу по nolle prosequi.

## Деятельность на посту президента
После избрания Хичилема президентом, национальная валюта выросла более чем на 30% к доллару США, что сделало Замбию лидером по укреплению национальной валюты в мире в 2021 году. Спрос на номинированные в долларах США еврооблигации Замбии также резко вырос.

## Личная жизнь
Хичилема женат, жена — Мутинта Хичилема, трое детей. Он крещёный член Церкви адвентистов седьмого дня, а 12 декабря 2020 года он и его жена стали Мастерами-наставниками в Лусаке. Хичилема — миллионер и второй по величине скотовод в Замбии.
В декабре 2014 года он отрицал свою принадлежность к масонам и заклеймил людей, обвинявших его в злонамеренности. Он также подал в суд на епископа Православной церкви Эдварда Чомба за клевету после того, как тот назвал его сатанистом и масоном.
Имя Хичилемы упоминалось в Панамских документах: в утечке говорилось, что он был директором базирующейся на Бермудских островах компании AfNat Resources Ltd с марта по август 2006 года. Компания занималась разведкой никеля в Замбии и других африканских странах. По данным Международного консорциума журналистов-расследователей, «компания была зарегистрирована на лондонском рынке альтернативных инвестиций до 2010 года, когда она была куплена канадской горнодобывающей компанией Axmin примерно за 14 миллионов долларов».